# GSC2666-85
GSC2666-85 — хімічно пекулярна зоря спектрального класу F0, що має видиму зоряну величину в смузі V приблизно  9,3.

## Пекулярний хімічний склад
Зоряна атмосфера GSC2666-85 має підвищений вміст 
Eu
.